# Attentato al bus di Umm al-Fahm
L'attentato al bus di Umm al-Fahm fu un attentato suicida avvenuto il 20 marzo 2002 su un autobus Egged che stava attraversando Umm al-Fahm, nel nord di Israele. 7 persone furono uccise nell'attacco e 27 rimasero ferite.
La Jihad islamica palestinese rivendicò la responsabilità per l'attacco.

## L'attentato
Mercoledì, alle 7:05 del 20 marzo 2002, un militante palestinese si fece esplodere sull'autobus Egged numero 823 che viaggiava sull'autostrada 65 in viaggio da Tel Aviv a Nazareth. L'esplosione avvenne mentre l'autobus stava attraversando Umm al-Fahm. Sette persone - quattro soldati e tre civili - rimasero uccise nell'esplosione e altri 27 passeggeri rimasero feriti.

### Vittime[2]
- Mogus Mahento, 65 anni, di Holon;
- Bella Schneider, 53 anni, di Hadera;
- Alon Goldenberg, 28 anni, di Tel Aviv;
- Aharon Revivo, 19 anni, di Afula;
- Shimon Edri, 20 anni, di Pardes Hanna-Karkur;
- Mikhael Altfiro, 19 anni, di Pardes Hanna-Karkur;
- Meir Fahima, 40 anni, di Hadera.

## I responsabili
La Jihad islamica palestinese che rivendicò l'attacco dichiarò che l'attentatore suicida era un 24enne palestinese, Rifat Abu-Ediak, di Jenin.